# Parzaommomyia crassicornis
Parzaommomyia crassicornis är en stekelart som beskrevs av Alex Gumovsky och Ubaidillah 2002. Parzaommomyia crassicornis ingår i släktet Parzaommomyia och familjen finglanssteklar.
Artens utbredningsområde är Papua Nya Guinea. Inga underarter finns listade i Catalogue of Life.